# 杨洁 (导演)
杨洁（1929年4月7日—2017年4月15日），女，汉族。四川营山人，出生于河南信阳。中华人民共和国第一代电视导演、制片人、国家一级导演。

## 生平
杨洁是杨伯恺、危淑元夫妇的长女。杨伯恺是中国共产党党员，后又参加中国民主同盟，任中国民主同盟中央委员。1947年6月2日被国民政府逮捕，关押于成都将军衙门的四川省特种委员会监狱，1949年12月8日和其他中共、民盟、民革等党派的政治犯一起被屠杀于成都十二桥，即成都十二桥惨案。
杨洁从小就喜欢看书电影，还在《华西日报》上发表过小说《禁闭室的女性》和《他有什么罪》。1945年被父亲杨伯恺委托张友渔送到陕甘宁边区首府延安。后杨洁转赴张家口，进入华北联合大学，并参加了中国人民解放军，被组织分配到文工队当演员。此后她先后在晋察冀新华广播电台、陕北新华广播电台、济南广播电台担任播音员，曾负责济南解放的播音任务。青岛市军管会成立“胶研会”后，组建了“广播电台班组”，杨洁被调入该班组。1949年6月2日中国人民解放军攻占青岛市，当天即将原青岛广播电台更名为青岛人民广播电台，杨洁担任该台播音员。1949年6月2日晚，杨洁向青岛市人民发出了第一条“青岛解放”的消息。
1953年底，杨洁因肺病住进医院。1954年她从青岛人民广播电台调至设在北京的中央人民广播电台，既为养病，也为照顾住在北京的母亲。
1958年，杨洁由中央人民广播电台调到北京电视台（即中国中央电视台的前身）。自1961年起，她专门负责电视戏曲节目。她执导的京剧《香罗帕》曾被评选为全国优秀电视艺术加工文艺节目。1976年曾参加过中国中央电视台参与的为毛主席录制传统戏曲曲艺节目行动中的录像部分，在湖南省拍摄过湘剧传统戏《追鱼记》等上百个湘剧剧目。
在杨洁的电视生涯中，从黑白到彩色、从实况到录象、从大型晚会到小型专题节目，她共创作和播出了数以千计不同题材、不同形式、不同规模的电视节目。
1980年，杨洁开始导演电视剧。1981年，中央电视台副台长洪民生在文艺部会议上宣布由王扶林、杨洁分别负责《红楼梦》和《西游记》的开拍计划。此后杨洁完成了电视连续剧《西游记》25集的拍摄。该剧在1980年代由中国中央电视台分集陆续播出，并在1988年全播出，获得空前成功。但是，杨洁为了此剧的顺利拍摄，多次顶撞中央电视台领导，中央电视台在此后很长时间排挤杨洁，並因為出國表演一事與劇組四人關係陷入冰點。1998年至1999年，杨洁又执导了《西游记》续集。
2017年4月15日，杨洁因心脏病在北京逝世，享年88岁。习近平、李克强等党和国家领导人敬献花圈和挽联。

## 电视作品

### 戏曲艺术片
- 1974年至1976年，在为毛泽东录制的传统戏曲节目中，录制了湘剧、京剧、花鼓戏百余部，包括《追鱼》《百花记》等。
- 1979年，京剧《卖水》（中国京剧院刘长瑜主演，外景为颐和园）
- 1981年，京剧《香罗帕》（中国京剧院刘秀荣、张春孝主演，外景为颐和园）
- 1981年，评剧《恩与仇》（中国评剧院刘淑萍、张淑桂、张德福主演，外景为避暑山庄）
- 1981年，评剧《小院风波》（沈阳评剧院筱俊亭主演）

### 电视剧
- 1980年，单本剧《崂山道士》
- 1982年至1988年，电视剧《西游记》
- 1988年，电视剧《回流》
- 1989年，单本剧《春阿氏》
- 1989年，单本剧《济公活佛》
- 1991年，单本剧《坊城传奇》
- 1991年，电视剧《土家第一军》
- 1992年，单本剧《父老乡亲》
- 1992年，单本剧《人情风雨》
- 1993年，电视剧《朱元璋》
- 1993年，单本剧《板桥轶事》
- 1994年，电视剧《武夷仙凡界》
- 1996年，电视剧《西施》
- 1997年，电视剧《司马迁》
- 2000年，电视剧《西游记》续集[9]

### 电视晚会
- 1979年中国中央电视台春节联欢晚会，任导演
- 1987年齐天乐晚会，任导演

## 获奖
- 1988年，获第六届“金鹰奖”优秀连续剧奖，第八届“飞天奖”连续剧特别奖 （西游记）。
- 1988年，获新时期全国影视十佳导演称号，在十佳电视导演中名列榜首。
- 2010年，获首届中国电视剧导演工作委员会“杰出贡献奖”。[11]
- 2019年，获新时代国际电视节全国十佳电视导演金奖

## 著作
- 杨洁，忆我的父亲——杨伯恺烈士，光明日报1951年7月15日，第2版[12]
- 杨洁，旧梦重温，报告文学2008年第2期[]
- 《敢问路在何方：我的30年西游路》（ISBN 9787539957883，江苏文艺出版社）
- 《杨洁自述：我的九九八十一难》（ISBN 9787300183961，中国人民大学出版社）

## 家庭
- 父：杨伯恺
- 母：危淑元，妹妹是危拱之（危拱之的前夫是叶剑英）
- 妹：杨宁
- 第一任丈夫：周传基
- 第二任丈夫：王崇秋[9]